# Javier Bonilla García
Jesús Javier Bonilla García (Ciudad de México, 14 de noviembre de 1937) es un economista y político mexicano. Fue secretario del Trabajo y Previsión Social durante el gobierno del presidente Ernesto Zedillo entre 1995 y 1998.

## Trayectoria profesional
Javier Bonilla es Economista egresado del Instituto Tecnológico Autónomo de México, con estudios de Planeación Económica en el Instituto de Estudios Sociales de La Haya, Holanda. Se desempeñó como Secretario del Trabajo y Prevision Social de 1995 a 1998. Al término de su gestión como Secretario del Trabajo se retiró del servicio público en donde desempeñó, entre otros cargos, los siguientes: Subdirector Técnico de la Dirección General de Estadística de 1964 a 1972. Presidente de la Comisión Nacional de los Salarios Mínimos de 1973 a 1976 y de 1982 a 1988. 
Fue Presidente de la Tercera Comisión de Participación de Utilidades en 1984 y 1985. Subsecretario de Planeación Educativa de la SEP de diciembre de 1976 a diciembre de 1977. Subdirector general de Servicios Institucionales del Instituto Mexicano del Seguro Social de 1978 a 1982. Subsecretario del Trabajo y Previsión Social de diciembre de 1988 a mayo de 1991 y director general de la Compañía Nacional de Subsistencias Populares (Conasupo) de mayo de 1991 a agosto de 1995. 
Al retirarse del servicio público se dedicó al libre ejercicio de su profesión como consultor. En 2005 el ITAM y su Asociación de Exalumnos le otorgaron el reconocimiento llamado "Carrera al Universo" por su trayectoria profesional.